# Mary Ainsworth
Mary Ainsworth, född Salter 1 december 1913 i Glendale, Ohio, död 21 mars 1999, var en amerikansk utvecklingspsykolog, känd för viktiga bidrag inom anknytningsteorin. För identifiering av barns anknytning utvecklade hon en metod som kallas "Strange situation procedure" (SSP), och som Broberg m.fl. valde att översätta till främmandesituationen.
Ainsworth disputerade 1939 på avhandlingen An evaluation of adjustment based on the concept of security, där hon för första gången använder uttrycket safe haven (svenska: 'trygg bas'), som kom att bli ett centralt begrepp i anknytningsteorin.
Efter giftermålet med Leonard Ainsworth 1950 flyttade hon till England, där hon kom i kontakt med ett forskningsprojekt lett av John Bowlby. Tillsammans med Bowlby skrev Ainsworth senare boken Child Care and the Growth of Love som publicerades 1965. 
När maken fick arbete vid Makerere College i Uganda följde Ainsworth med och det var där hon påbörjade arbetet som skulle leda upp till strange situation-metoden.